# فين أرجوس
ستيفان فين أرجوس (بالإنجليزية: Steffan Fin Argus)‏، ولد في 1 سبتمبر 1998 في ديس بلينس، إلينوي، هو ممثل ومغن وعارض أمريكي. بدأ التمثيل في الإنتاج المسرحي المحلي في سن مبكرة وكان عضوًا في كيدز بوب. تم توقيعهم مع عارضي فورد وقاموا بتصميم إيف سان لوران لربيع وصيف 2016 لخط بارنيز نيويورك.
لقد لعبوا دور البطولة في سلسلة الويب سافر (2016−2017). تم تمثيله في الدور الرئيسي مثل زاك سوبيتش في الدراما الموسيقية ديزني+ سحاب (2020). ظهروا على عملاء شيلد كنسخة أصغر من جوردون، لعبها سابقًا جيمي هاريس.
إنه مثلية جنسية، ويستخدم ضمائرهم / هم. هو مثلي الجنس.

## روابط خارجية
- فين أرجوس على موقع IMDb (الإنجليزية)
- فين أرجوس على موقع روتن توميتوز (الإنجليزية)
- فين أرجوس على موقع ألو سيني (الفرنسية)
- فين أرجوس على موقع قاعدة بيانات الفيلم (الإنجليزية)
- فين أرجوس على موقع كينوبويسك (الروسية)